# Inel de valuare discretă
În algebra abstractă, un inel de valuare discretă (IVD) este un domeniu cu ideale principale (DIP) cu exact un ideal maximal nenul.
Aceasta înseamnă că un IVD este un domeniu de integritate R care îndeplinește oricare dintre următoarele condiții echivalente:
1. R este un domeniu cu ideale principale local și nu este corp.
2. R este un inel de valuare având grupul de valori izomorf cu grupul aditiv al numerelor întregi.
3. R este un domeniu Dedekind local și nu este corp.
4. R este un domeniu local noetherian al cărui ideal maximal este principal, și nu este corp.
5. R este un inel local noetherian întreg închis cu dimensiunea Krull unu.
6. R este un domeniu cu ideale principale cu un unic ideal prim nenul.
7. R este un domeniu cu ideale principale cu un unic element ireductibil (până la înmulțirea prin unități).
8. R este un domeniu cu factorizare unică cu un unic element ireductibil (până la înmulțirea cu unități).
9. R este noetherian și nu este corp, iar fiecare ideal fracționar nenul al său este ireductibil în sensul că nu poate fi scris ca o intersecție finită de ideale fracționare care îl conțin strict.
10. Există o valuare discretă ν pe corpul fracțiilor K al lui R astfel încât R = {0} {\displaystyle \cup } {x {\displaystyle \in } K : ν(x) ≥ 0}.

## Exemple

### Algebrice

#### Localizarea inelelor Dedekind
Fie {\displaystyle \mathbb {Z} _{(2)}:=\{z/n\mid z,n\in \mathbb {Z} ,\,\,n{\text{ este impar}}\}}. Atunci corpul fracțiilor lui {\displaystyle \mathbb {Z} _{(2)}} este {\displaystyle \mathbb {Q} }. Pentru orice element nenul {\displaystyle r} din {\displaystyle \mathbb {Q} }, putem aplica factorizarea unică numărătorului și numitorului lui r pentru a scrie r ca 2k z/n, unde z, n și k sunt numere întregi cu z și n impare. În acest caz, definim ν(r)=k. Atunci {\displaystyle \mathbb {Z} _{(2)}} este inelul de valuare discretă corespunzător lui ν. Idealul maximal al lui {\displaystyle \mathbb {Z} _{(2)}} este idealul principal generat de 2, adică {\displaystyle 2\mathbb {Z} _{(2)}}, iar „unicul” element ireductibil (până la unități) este 2 (acesta se mai numește și parametru de uniformizare). De observat că {\displaystyle \mathbb {Z} _{(2)}} este localizatul domeniului Dedekind {\displaystyle \mathbb {Z} } în raport cu idealul prim generat de 2.
Mai general, orice localizat al unui domeniu Dedekind în raport cu un ideal prim nenul este un inel de valuare discretă; în practică, acesta este adeseori modul în care apar inelele de valuare discretă. În particular, putem defini inelele
{\displaystyle \mathbb {Z} _{(p)}:=\left.\left\{{\frac {z}{n}}\,\right|z,n\in \mathbb {Z} ,p\nmid n\right\}}
pentru orice număr prim p în mod complet analog.

#### Întregip-adici
Inelul {\displaystyle \mathbb {Z} _{p}} al întregilor p-adici este un IVD, pentru orice număr prim {\displaystyle p}. Aici {\displaystyle p} este un element ireductibil; valuarea atribuie fiecărui întreg {\displaystyle p}-adic {\displaystyle x} cel mai mare număr întreg {\displaystyle k} astfel încât {\displaystyle p^{k}} divide {\displaystyle x}.

#### Serii de puteri formale
Un alt exemplu important de IVD este inelul seriilor de puteri formale {\displaystyle R=k[[T]]} într-o variabilă {\displaystyle T} peste un corp comutativ {\displaystyle k}. „Unicul” element ireductibil este {\displaystyle T}, idealul maximal al lui {\displaystyle R} este idealul principal generat de {\displaystyle T}, iar valuarea {\displaystyle \nu } atribuie fiecărei serii de puteri indicele (adică gradul) primului coeficient diferit de zero.
Dacă ne restrângem la coeficienți reali sau complecși, putem considera inelul seriilor de puteri într-o variabilă care converg într-o vecinătate a lui 0 (cu vecinătatea depinzând de seria de puteri). Acesta este un inel de valuare discretă.

#### Inel în corp de funcții
Pentru un exemplu de natură mai geometrică, se poate lua inelul R = {f/g : f, g polinoame în R[X] și g(0) ≠ 0}, considerat ca subinel al corpului de funcții raționale R(X) în variabila X. Inelul R poate fi identificat cu inelul tuturor funcțiilor raționale cu valori reale definite (adică finite) într-o vecinătate a lui 0 pe axa reală (cu vecinătatea depinzând de funcție). Este un inel de valuare discretă; „unicul” element ireductibil este X, iar valuarea atribuie fiecărei funcții f ordinul (posibil 0) zeroului lui f în 0. Acest exemplu oferă modelul pentru studiul curbelor algebrice generale în apropierea punctelor nesingulare, curba algebrică în acest caz fiind axa reală.

### Legate de teoria schemelor

#### Trăsătură henseliană
Pentru un inel de valuare discretă {\displaystyle R} de obicei se notează corpul de fracții cu {\displaystyle K={\text{Frac}}(R)} și corpul rezidual cu {\displaystyle \kappa =R/{\mathfrak {m}}}. Acestea corespund punctelor generice și închise ale lui {\displaystyle S={\text{Spec}}(R).} De exemplu, punctul închis al lui {\displaystyle {\text{Spec}}(\mathbb {Z} _{p})} este {\displaystyle \mathbb {F} _{p}}, iar punctul generic este {\displaystyle \mathbb {Q} _{p}}. Uneori acest lucru se notează
{\displaystyle \eta \to S\leftarrow s}
unde {\displaystyle \eta } este punctul generic, iar {\displaystyle s} este punctul închis.

#### Localizarea unui punct pe o curbă
Fiind dată o curbă algebrică {\displaystyle (X,{\mathcal {O}}_{X})}, inelul local {\displaystyle {\mathcal {O}}_{X,{\mathfrak {p}}}} într-un punct neted {\displaystyle {\mathfrak {p}}} este un inel de valuare discretă, fiindcă este un inel de valuare principal. Deoarece punctul {\displaystyle {\mathfrak {p}}} este neted, completatul inelului local este izomorf cu completatul localizatului lui {\displaystyle \mathbb {A} ^{1}} într-un punct {\displaystyle {\mathfrak {q}}}.

## Parametru de uniformizare
Fiind dat un inel cu valuare discretă R, orice element ireductibil al lui R este un generator pentru unicul ideal maximal al lui R și vice versa. Un astfel de element se mai numește parametru de uniformizare al lui R (sau element de uniformizare, uniformizator sau element prim). 
Dacă fixăm un parametru de uniformizare t, atunci M=(t) este unicul ideal maximal al lui R, iar orice alt ideal diferit de zero este o putere a lui M, adică are forma (t k) pentru un k≥0. Toate puterile lui t sunt distincte, la fel și puterile lui M. Orice element nenul x al lui R poate fi scris sub forma αt k cu α o unitate din R și k≥0, ambele fiind unic determinate de x. Valuarea este dată de ν(x) = kv(t). Așadar, pentru a înțelege în întregime inelul, trebuie cunoscut grupul unităților lui R și modul în care unitățile interacționează cu puterile lui t din punct de vedere aditiv.

## Topologie
Orice inel de valuare discretă, fiind un inel local, are o topologie naturală și este un inel topologic. I se poate da de asemenea o structură de spațiu metric unde distanța dintre două elemente x și y poate fi măsurată după cum urmează:
{\displaystyle |x-y|=2^{-\nu (x-y)}}
(sau cu orice alt număr real fixat mai mare decât 1 în locul lui 2). Intuitiv: un element z este "mic" și "aproape de 0" dacă și numai dacă valuarea sa ν(z) este mare. Funcția |x-y|, extinsă cu |0|=0, este restricția unei valori absolute definite pe corpul fracțiilor inelului de valuare discretă.
Un IVD este compact dacă și numai dacă este complet și corpul său rezidual R/M este un corp finit.
Exemplele de inele de valuare discretă complete includ
- inelul întregilor p-adici și
- inelul seriilor de puteri formale peste orice corp comutativ.

Pentru un IVD dat, de multe ori se trece la completatul său, un IVD complet conținând inelul dat, care este adeseori mai ușor de studiat. Această procedură de completare poate fi gândită într-un mod geometric ca trecerea de la funcții raționale la serii de puteri, sau de la numerele raționale la cele reale.
Revenind la exemplele noastre: inelul tuturor seriile de puteri formale într-o variabilă cu coeficienți reali este completatul inelului de funcții raționale definite (adică finite) într-o vecinătate a lui 0 pe axa reală; este de asemenea completatul inelului tuturor seriilor de puteri reale care converg în apropierea lui 0. Completatul lui {\displaystyle \mathbb {Z} _{(p)}=\mathbb {Q} \cap \mathbb {Z} _{p}} (care poate fi văzut drept mulțimea tuturor numerelor raționale care sunt întregi p-adici) este inelul tuturor întregilor p-adici Zp.